# Sartidia
Genre
Sartidia est un genre de plantes monocotylédones de la famille des Poaceae, sous-famille des Poaceae, originaire d'Afrique, qui comprend six espèces, dont une, Sartidia perrieri, est considérée comme éteinte.
Ce genre a été créé en 1963 par le botaniste sud-africain, Bernard de Winter, qui l'a détaché du genre voisin, Aristida.
Le nom générique, Sartidia, est une anagramme d'Aristida.

## Liste d'espèces
Selon World Checklist of Selected Plant Families (WCSP) (3 janvier 2017) :
- Sartidia angolensis (C.E.Hubb.) De Winter (1963)
- Sartidia dewinteri Munday & Fish (2011)
- Sartidia isaloensis Voronts., Razanats. & Besnard (2015)
- Sartidia jucunda (Schweick.) De Winter (1963)
- Sartidia perrieri (A.Camus) Bourreil, (1967) (éteinte)[4]
- Sartidia vanderystii (De Wild.) De Winter (1963)